# Þingeyraklaustur

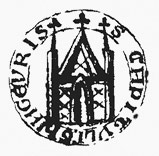
1400-talssigill för klostret vid Þingeyrar.

Þingeyraklaustur (ibland översatt Tingöre kloster) var troligen Islands första kloster. Det invigdes 1133, i och med tillsättningen av dess förste abbot Vilmundur Þórólfsson, men hade börjat planläggas redan 1106 av biskop Jón Ögmundarson (död 1121) och blev säkert också till stora delar färdigställt under dennes ledning. Biskop Jón ombesörjde även att klostret skulle uppbära tionde från alla gårdar mellan Hrútafjörður och Vatnsdalsá. Klostret tillhörde benediktinorden.
Þingeyrar kom att bli ett av de största och rikaste klostren på Island. Den namnkunnigaste av dess abbotar var Karl Jónsson, Sverresagans författare. En annan abbot var Arngrim Brandsson, som skrev sagan om Hólarbiskopen Gudmund Arason, vilken har kallats den första uttömmande biografin över en islänning: syftet var att ge underlag för en framtida helgonförklaring. Många av klostrets munkar var boklärda och här producerades, och kopierades, ett stort antal islänningasagor och kväden av vilka flera finns bevarade. Munkarna Gunnlaug Leifsson och Odd Snorrason skrev båda på latin den norske kungen Olav Tryggvasons historia. (Deras skrifter är nu till största delen förlorade, men användes av Snorre Sturlasson som källor då han författade Heimskringla.) Det är också troligt att Bandamanna saga, Grettis saga, Hallfreðar saga, Heiðarvíga saga, Kormáks saga, Vatnsdæla saga och flera andra, har sett dagens ljus i Þingeyrar.
Troligen fick Styrmer Kåresson sin fostran på Þingeyrar, där hans far Kåre Runolfsson var abbot 1181–87. Han sammanställde den första versionen av Landnámabók och tycks under någon tid ha verkat som Snorre Sturlassons huskaplan och sekreterare.
Þingeyrar var under sin blomstringstid Islands viktigaste centrum för kultur och bildning. Klostret hade också under denna tid landets största bibliotek. Vändpunkten kom 1402, då digerdöden lade klostret öde – endast en av munkarna sägs ha överlevt pesten. Troligen var klostret, åtminstone tidvis, övergivet fram till 1424 då Ásbjörn Vigfússon tog vid som abbot.
Islands första kloster blev troligen också dess sista. Under reformationsstriden verkade Björn Jónsson från Melstaður som hjälpreda åt klostrets siste abbot, den gamle och orkeslöse Helgi Höskuldsson. Denne Björn var son till protestantismens mest uttalade motståndare, biskop Jón Arason i Hólar, och blev, tillsammans med sin far och bror, halshuggen 1550. Den gamle abboten fick nu styra ensam så gott han kunde fram till sommaren 1551. Då upplöstes klostret och dess tillgångar skingrades.
På platsen för Þingeyraklaustur – mellan lagunerna Hóp och Húnavatn – ligger i dag Þingeyraklausturskirkja (Tingöre klosterkyrka), uppförd av sten 1877. (Den tidigare klosterkyrkan var av torv.)